# Saint-Denis-d'Orques
Saint-Denis-d'Orques là một xã trong tỉnh Sarthe ở tây bắc nước Pháp. Xã này nằm ở khu vực có độ cao từ 59-228 mét trên mực nước biển.